# Pelles revet
Pelles revet är ett skär i Åland (Finland). Det ligger i Skärgårdshavet och i kommunen Vårdö i landskapet Åland, i den sydvästra delen av landet. Ön ligger omkring 43 kilometer nordöst om Mariehamn och omkring 250 kilometer väster om Helsingfors.
Öns area är 0,4 hektar och dess största längd är 100 meter i nord-sydlig riktning. Trakten är glest befolkad. Närmaste större samhälle är Vårdö, 17,3 km söder om Pelles revet.

## Klimat
Klimatet i området är tempererat. Årsmedeltemperaturen i trakten är 6 °C. Den varmaste månaden är augusti, då medeltemperaturen är 16 °C, och den kallaste är februari, med −2 °C.